# Honda P series

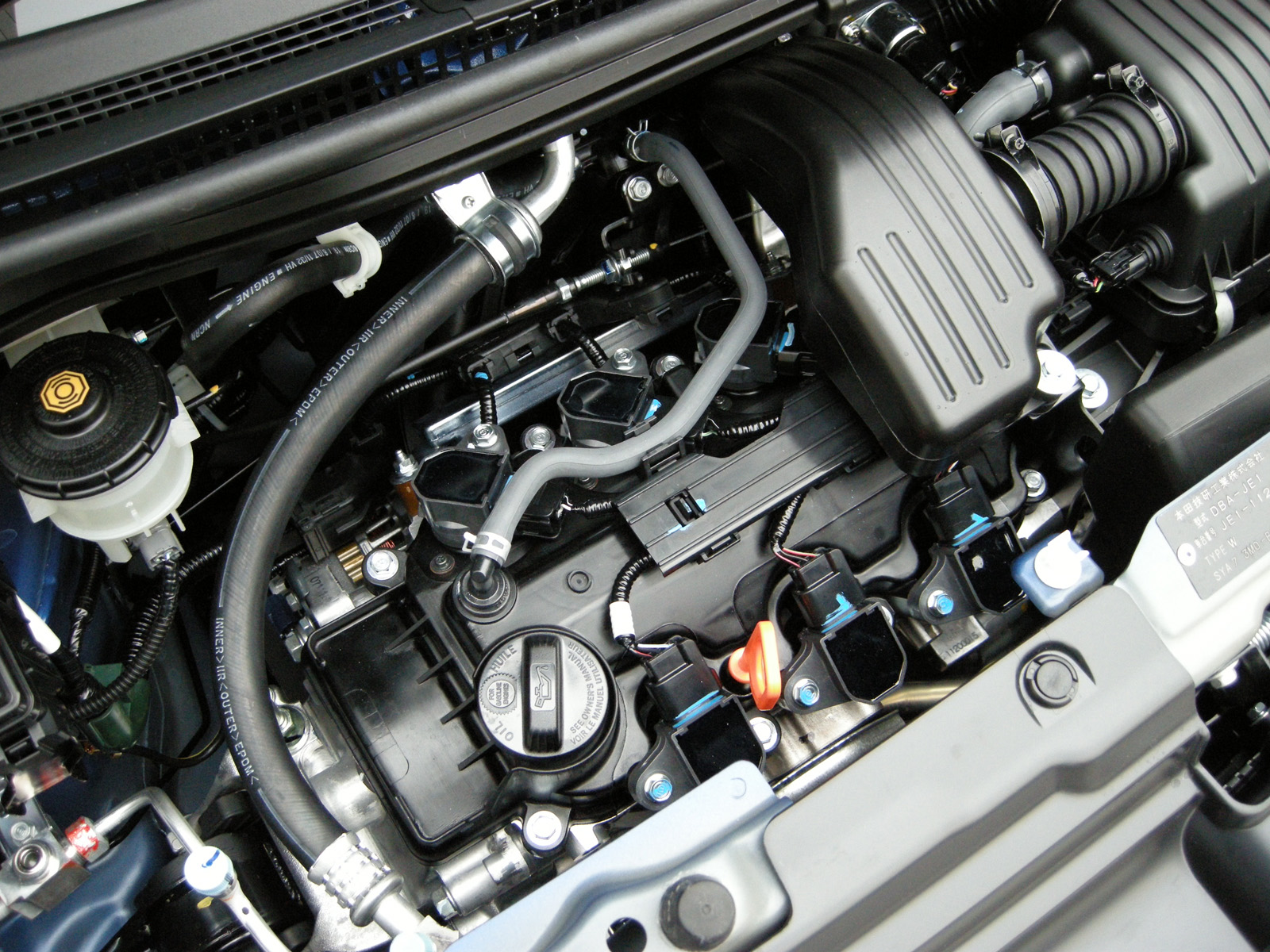
Motor Honda P07A

La serie P es una familia de motores gasolina de tres cilindros en línea diseñado por Honda para utilizar en sus kei car. El motor de serie P se utilizó por primera vez en el Honda Life de cuarta generación, como sucesor del motor Honda E07A. Los motores de serie P se producen sólo con cilindrada de 658 cc, ya sea atmosférico o turbo (El desplazamiento máximo legislado de los motores utilizados en los coches kei es de 660 cc).

## Diseño
La serie P se presentó en la cuarta generación del Honda Life en septiembre de 2003. El motor utiliza un árbol de levas para accionar dos válvulas por cilindro (uno de entrada, una salida, para un total de seis). También cuenta con la tecnología i-DSI ("intelligent dual and sequential ignition) sistema de encendido por chispa, que utiliza dos bujías por cilindro. El bujías se accionan secuencialmente, una tras otra, con el fin de quemar por completo la carga de combustible para aumentar la potencia, y tratar de reducir el consumo de combustible y las emisiones. El combustible es gestionado por un sistema de inyección de combustible programada PGM-FI.
Una característica inusual de diseño de este motor es que no tiene un colector de escape separado. En lugar de eso, los gases de escape se acumulan en los conductos de la culata y pasan directamente al catalizador. Honda asegura que este diseño ayuda a calentar el catalizador más rápido con el fin de filtrar con mayor eficacia las emisiones.

## Variantes

### P07A
- Encontrado en:
  - Honda Life (JB5, JB6, JC1, JC2)
  - Honda Zest (JE1, JE2)
    - i-DSI SOHC 6 válvulas
    - Cilindrada: 658 cc
    - Diámetro x carrera: 71.0 × 55.4 mm
    - Potencia:
      - Sept/2003-Oct/2008: 38 kW (52 PS, 51 CV) @ 6700 rpm[2][3]
      - Nov/2008-Actualidad: 38 kW (52 PS, 51 CV) @ 7100 rpm[4]

    - Par:
      - Sept/2003-Oct/2008: 61 N·m (6.2 kgf·m; 45 lb·ft) @ 3,800 rpm[2][3]
      - Nov/2008-Actualidad: 60 N·m (6.1 kgf·m; 44 lb·ft) @ 3,600 rpm[4]

### P07A (turbocharged)
- Encontrado en:
  - Honda Life (JB7, JB8, JC1, JC2)
  - Honda Zest (JE1, JE2)
    - i-DSI SOHC 6 valves
    - Turbo alimentado
    - Cilindrada: 658 cc
    - Diámetro x carrera: 71.0 × 55.4 mm
    - Potencia: 47 kW (64 PS; 63 hp) @ 6,000 rpm[2][3][4]
    - Par: 93 N·m (9.5 kgf·m; 69 lb·ft) @ 4,000 rpm[2][3][4]